# اژیا آتلانتیک ایرلاینز
اژیا آتلانتیک ایرلاینز (به انگلیسی: Asia Atlantic Airlines) یک شرکت هواپیمایی با کد یاتا HB است که در تاریخ ۱ دسامبر ۲۰۱۲ میلادی تأسیس شده و در تاریخ اوت ۱۹ ۲۰۱۳ فعالیتش را آغاز کرده‌است. دفتر مرکزی اژیا آتلانتیک ایرلاینز در بانکوک، تایلند واقع شده‌است و قطب این شرکت هواپیمایی در فرودگاه بین‌المللی سووارنابومی قرار دارد و به ۲ مقصد، پرواز مستقیم انجام می‌دهد.